# Język kadiweu
Język kadiwéu, także: caduvéo, ediu-adig, mbaya-guaikuruzápara – zagrożony wymarciem język należący do grupy języków guaicurú, używany przez Indian zamieszkujących trzy wioski w brazylijskim Mato Grosso do Sul.
W 2006 roku 1590 osób używało języka kadiwéu.
Część słownictwa używana jest tylko przez mężczyzn, a część wyłącznie przez kobiety.